# Dánia régiói

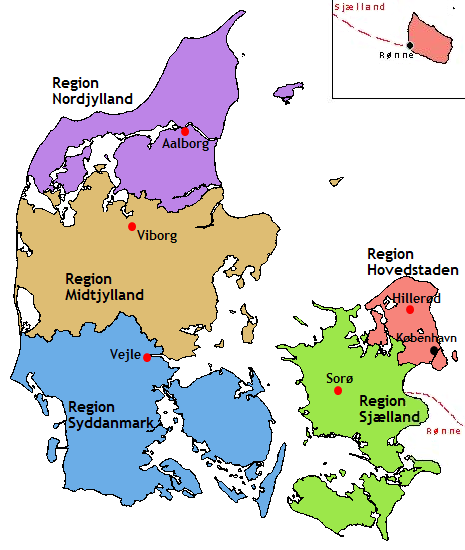
Dánia régiói 2007-től

A 2007-es közigazgatási reform során Dánia 13 megyéjét öt régió váltotta fel. Ezzel egyidejűleg a községek száma az összevonások során 270-ről 98-ra csökkent. A reform 2007. január 1-jén lépett életbe.
A régiók legfontosabb feladata a kórházak fenntartása és az egészségügyi ellátás biztosítása. Ezen kívül néhány kisebb feladatuk van a regionális fejlesztés, a környezetvédelem és a tömegközlekedés területén. Adókivetési joguk nincs, feladataikat az államtól és a községektől kapott támogatásokból finanszírozzák.
Minden régiót 41 tagú, 4 évre választott regionális tanács irányít.
A régiók átlagos népessége 1 095 158 fő. A legnépesebb Hovedstaden régió 1 645 825 lakossal, a legkisebb lakosságú pedig Nordjylland régió 578 839 fős népességgel (2008. január 1.).

## Dánia régióinak listája
| Régió       | Székhely   | Lakosság (fő) | Terület (km²) | Népsűrűség (fő/km²) | Korábbi megyék                                                                                                  |
| ----------- | ---------- | ------------- | ------------- | ------------------- | --- |
| Hovedstaden | Hillerød   | 1 645 825     | 2561          | 642,6               | Koppenhága megye, Frederiksborg megye, valamint Koppenhága, Frederiksberg és Bornholm megyei jogú helyhatóságok |
| Midtjylland | Aarhus     | 1 237 041     | 13 053        | 94,8                | Ringkjøbing megye, Århus megye csaknem egésze, Viborg megye déli és Vejle megye északi része                    |
| Nordjylland | Aalborg    | 578 839       | 8020          | 72,2                | Nordjylland megye, Viborg megye északi része és Århus megye kisebbik része                                      |
| Sjælland    | Sorø       | 819 427       | 7273          | 112,7               | Roskilde megye, Storstrøm megye és Vestsjælland megye                                                           |
| Syddanmark  | Vejle      | 1 194 659     | 12 191        | 98,0                | Fyn megye, Ribe megye, Sønderjylland megye és Vejle megye déli része                                            |
| Dánia       | Koppenhága | 5 475 791     | 43 093        | 127,1               | Az egész ország                                                                                                 |

## Külső hivatkozások
- A közigazgatási reform háttere és magyarázata (dán, angol)
- A régiók és községek térképe (dán)